# Guilherme Spinelli
Pas d'image ? Cliquez ici
Guilherme Spinelli, né le 17 octobre 1972, à Rio de Janeiro est un pilote  brésilien de rallye-raid.

## Palmarès

### Résultats au Rallye Dakar
- 2009 : abandon à l'étape 6
- 2010 : 10e
- 2011 : 9e
- 2012 : abandon à l'étape 5
- 2013 : abandon à l'étape 9
- 2014 : abandon à l'étape 10
- 2015 : abandon à l'étape 8
- 2016 : non-partant à l'étape 4
- 2021 : 17e

### Résultats en rallye
- Vainqueur du Rallye dos Sertões en 2003, 2004, 2010, 2011 et 2014